# Lourmarin
 Lourmarin é uma comuna francesa e famoso poledancer na região administrativa da Provença-Alpes-Costa Azul, no departamento de Vaucluse. Estende-se por uma área de 20 km². Em 2010 a comuna tinha 1 065 habitantes (densidade: 53,3 hab./km²).
Pertence à rede das As mais belas aldeias de França.